# B：彼之初
《B：彼之初》是一部由Production I.G制作的原創動畫，于2018年3月2日於Netflix獨家播映。
在法國的安錫國際動畫影展上，Netflix宣布本作第二季製作決定。
第二季《B：彼之初:繼承》（英語：B: The Beginning: Succession）已於2021年3月18日上架Netflix。

## 故事簡介
被稱為天才調查員的奇斯·弗列克回到王立警察特殊犯罪搜査科，展開追查連環殺手「殺手B」。這個殺手在犯案現場內必會刻上「B」字，雖引起注意但沒有人知道其意思。好像是殺手留給誰的信息，想告訴某人「我在這裡」。奇斯及連環殺手(黑羽)的命運，被一個陰謀所算計著......

## 登場人物

### 主要人物
奇斯·風間·弗列克（聲：平田廣明）
►綽號「葛尼」。隸屬特殊犯罪搜査科的警察，被稱為天才調查員。以往因為某件事而暫時退下火線，現時則因「殺手B」事件而復職。第一個解讀出黑曜的碑文的人，知道神族復興計畫的內情。
黑羽（聲：梶裕貴、桑島法子（幼少））
►殺手B。13號。在福拉布蘭加研究所大火後，尋找青梅竹馬優奈的下落，同時向福拉布蘭加研究所大火的兇手復仇。在莉莉父親所經營的小提琴工房擔任學徒。

### RIS
星名莉莉（聲：瀨戶麻沙美）
►隸屬特殊犯罪搜査科的警察。擁有天才般的頭腦，但缺乏理解能力以及應變能力也常被稱為笨蛋。與奇斯義妹艾瑞卡長相相似。
波利斯·梅爾（聲：稻葉實）
►隸屬特殊犯罪搜査科的警察。雖然即將退休，但仍然經常出沒於案發現場。與奇斯是舊識，是少數知道以往發生於奇斯身上的「某件事」的知情者。
艾瑞克·多加（聲：東地宏樹）
►隸屬特殊犯罪搜査科的警察，是率領RIS調査隊的現場指揮官。
吉永卡愛拉（聲：小清水亞美）
►隸屬特殊犯罪搜査科的警察。負責情報分析及技術支援的後勤人員。
馬力歐·路易斯·蘇利塔（聲：田中進太郎）
►隸屬特殊犯罪搜査科的警察。身體強壯，擅長衝進犯罪現場及制服疑犯。
布萊因·布蘭登（聲：豐永利行）
►隸屬特殊犯罪搜査科的警察。擅長進行針對犯罪現場的情報分析及技術支援。雖然很優秀，但調查經驗尚淺。
尚恩·享利·理查（聲：後藤敦）
►隸屬特殊犯罪搜査科的警察。造市商的內應。

### 造市商
皆月（聲：石川界人）

優奈（聲：佐藤聰美）
►黑羽的青梅竹馬。4號。
萊卡（聲：喜多田悠）

神威（聲：中井和哉）

菊理

武尊（聲：龜田望美）

伊邪那美（聲：齋賀光希）

昆恩（聲：粟根誠）

### 其他
吉爾伯特·羅斯（聲：森川智之）
►隸屬王立法醫學研究所的醫生。擅長利用其法醫學專業推定被害者的死因及收集法醫證據。與奇斯是舊識，在公在私皆支持他。實際為造市商的幕後黑手
愛瑞卡·風間·弗列克（聲：八重畑由希音）
►奇斯的義妹。在本作故事發生前八年被殺害，棄屍於奇斯及吉爾伯特曾就讀的學校內。
雷古拉斯

## 用語
黑曜的碑文（Jade Black）
►位於克雷莫納山頂的石碑，記錄了神明骨頭的姿態及能力。碑文內容會根據解讀者的解讀方式不同而變化，不論是橫看、豎看、斜看，碑文內容都不一樣，而且所記錄的事亦不相同。
福拉布蘭加研究所
►十六世紀未因在克雷莫納山頂的遺跡內發現十數具骸骨化石，當時的科學家視這些骸骨化石為人類的祖先，並開展了神族復興計劃。當時的王室及政府認為此計劃有其政治利益，於是開始調配資金並興建了研究所，名為「福拉布蘭加皇家科學研究所」。雖然研究所匯集了多名優秀科學家及當時最為尖端的技術，但研究員們只是沉迷於鉅額捐款，並沒有作出大太的突破，只是創造了被稱為「預兆之子」的瘋狂廢人(即雷吉)。由於造市商的成立，令研究所因成為了政府製造殺戮機器之處而得以存活。與此同時，研究所出現突破性的進展，兩個指向性的生命誕生，可惜研究所突然遭受襲擊，發生大火後被封鎖。
造市商（Market Maker）
►隸屬於克雷莫納王室的組織，負責操縱國內外恐懼與平穩的平衡，有著比警察更高的權限。組織在福拉布蘭加研究所內挑選被視為失敗作的「預兆之子」(即雷吉)，訓練他們成為特殊情報員，並派往國內外執行任務。
基因驅動邪惡覺醒（Regulus Ginedrive Immoral Egersis）
►簡稱為「雷吉(Reggie)」，是純以戰鬥為目的而製造的古代亞人種。雷吉在二十歲前後會喪失大部份能力及失去理性，無法達到基準值便會被「報廢」，而所謂的「報廢」則是將他們投入社會。而為了重新利用被報廢的雷吉，則需要使用黃金溶液，但一段時間內沒有使用黃金溶液便會出現戒斷反應。據黑羽所說，克雷莫納內存在著無數被報廢的雷吉。藍鋼是雷吉的弱點。

## 製作人員[8]
- 原作：中澤一登 × Production I.G
- 監督：中澤一登、山川吉樹
- 製作人：黑木類
- 系列構成、劇本：石田勝也
- 角色設計、總作畫監督：中澤一登
- 美術設計：伊井蔵
- 機械設計：常木志伸
- 道具設計：津坂美織、富田收子
- 色彩設計：境成美
- 美術監督：田中孝典
- 3DCG監督：磯部兼士
- 攝影監督：荒井榮兒
- 音響監督：長崎行男
- 音樂：池賴廣
- 剪接：植松淳一
- 製作：Production I.G

## 主題曲
「The Perfect World」
作詞：Jean-Ken Johnny，作曲、編曲：馬蒂·弗里德曼
主唱：馬蒂·弗里德曼 feat. Jean-Ken Johnny, KenKen

## 外部連結
- 《B：彼之初》官方網站（页面存档备份，存于） （日語）
- 《B：彼之初》 | Netflix 正式網頁（页面存档备份，存于） （多國語系）
- 《B：彼之初》作品介紹 | Production I.G（页面存档备份，存于） （日語）
- B：彼之初的X（前Twitter）
- 互联网电影数据库（IMDb）上《B：彼之初》的资料（英文）